# Strahov (Horní Kozolupy)
Strahov je malá vesnice, část obce Horní Kozolupy v okrese Tachov v Plzeňském kraji. Nachází se asi 2,5 kilometru severovýchodně od Horních Kozolup. Vede tudy železniční trať Pňovany–Bezdružice a silnice II/202. Strahov je také název katastrálního území o rozloze 5,25 km².

## Historie
První písemná zmínka o vesnici pochází z roku 1379.

## Obyvatelstvo
Při sčítání lidu v roce 1921 zde žilo 169 obyvatel (z toho 77 mužů), z nichž bylo devět Čechoslováků a 160 Němců. Všichni se hlásili k římskokatolické církvi. Podle sčítání lidu z roku 1930 měla vesnice 167 obyvatel: pět Čechoslováků a 162 Němců. Kromě čtyř evangelíků byli ostatní římskými katolíky.
| Rok            | 1869 | 1880 | 1890 | 1900 | 1910 | 1921 | 1930 | 1950 | 1961 | 1970 | 1980 | 1991 | 2001 | 2011 | 2021 |
| -------------- | ---- | ---- | ---- | ---- | ---- | ---- | ---- | ---- | ---- | ---- | ---- | ---- | ---- | ---- | ---- |
| Počet obyvatel | 148  | 170  | 173  | 188  | 175  | 169  | 167  | 105  | 79   | 81   | 70   | 50   | 56   | 35   | 51   |
| Počet domů     | 27   | 32   | 32   | 33   | 33   | 34   | 38   | 29   | 18   | 19   | 22   | 21   | 18   | 18   | 18   |

## Obecní správa
Při sčítání lidu v letech 1850–1963 Strahov byl samostatnou obcí, se kterým patřil nejprve do okresu Teplá, ale v letech 1900–1930 v okrese Planá a v roce 1950 v okrese Stříbro. V letech 1964–1979 byl částí obce Horní Kozolupy v okrese Tachov. Od 1. ledna 1980 do 23. listopadu 1990 byl částí obce Cebiv v okrese Tachov. Od 24. listopadu 1990 je opět částí obce Horní Kozolupy v okrese Tachov.

## Pamětihodnosti
- Socha svatého Jana Nepomuckého
- Kříž při silnici k Očínu

## Další fotografie

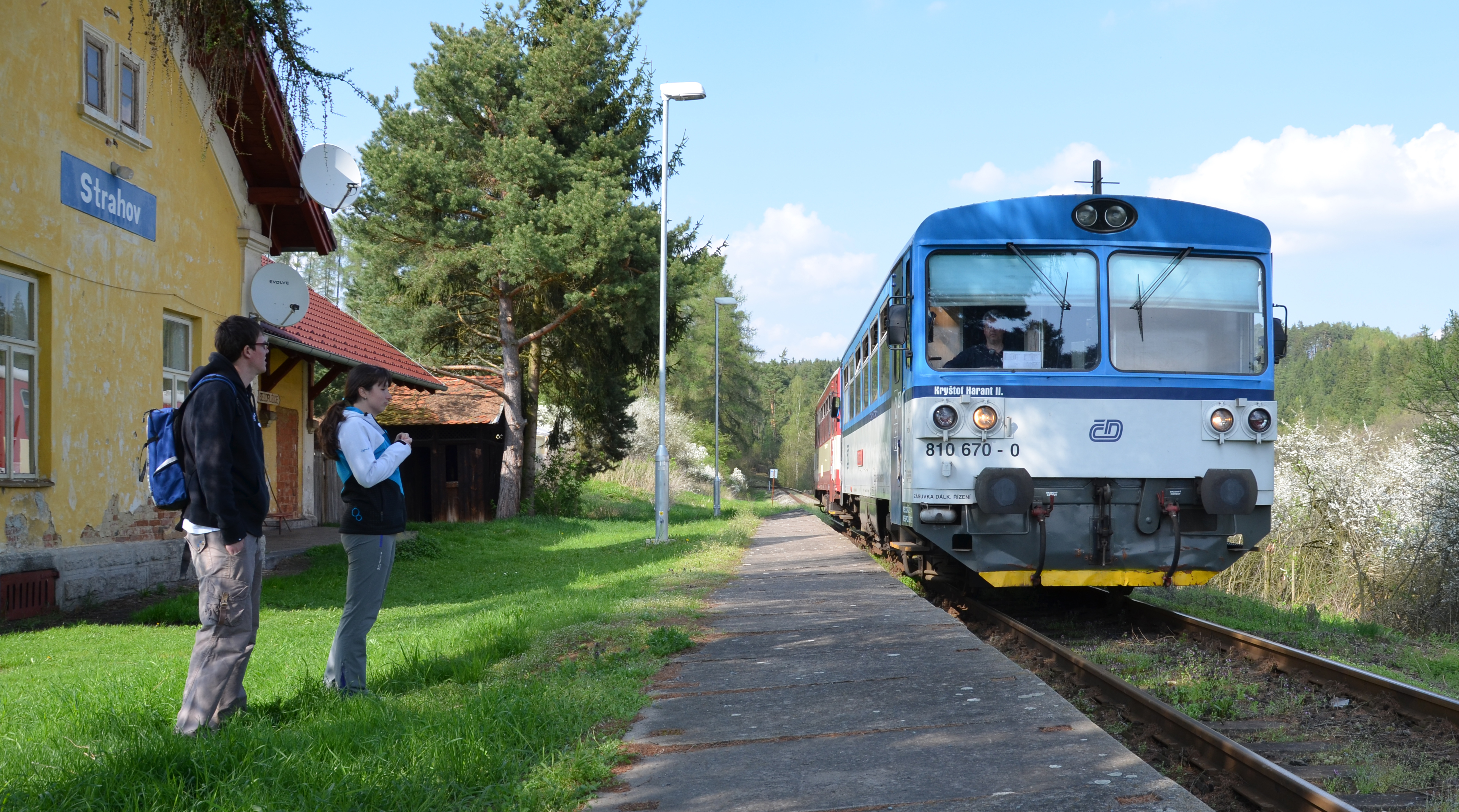
Zastávka u osady Machařov
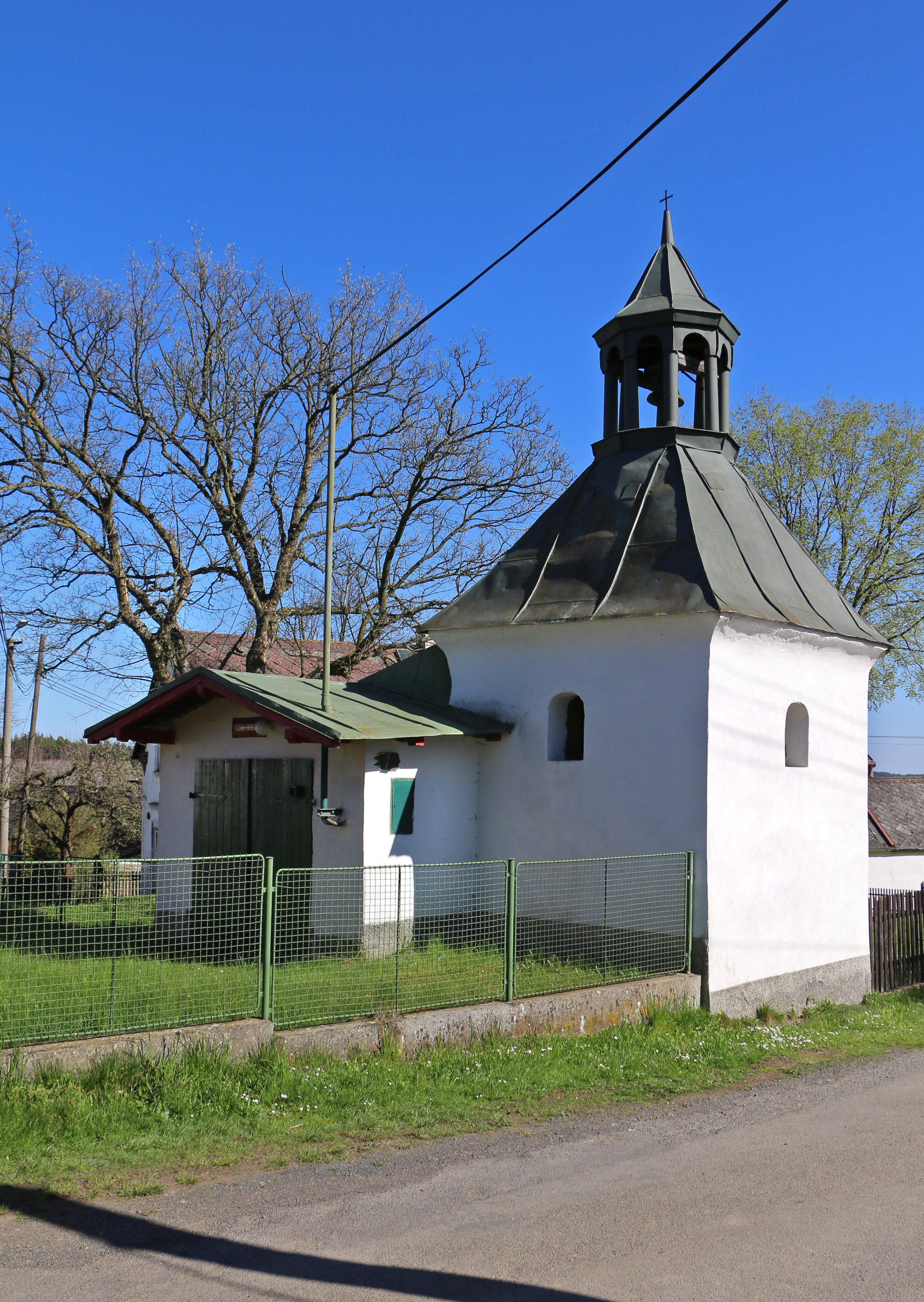
Kaple s hasičskou zbrojnicí
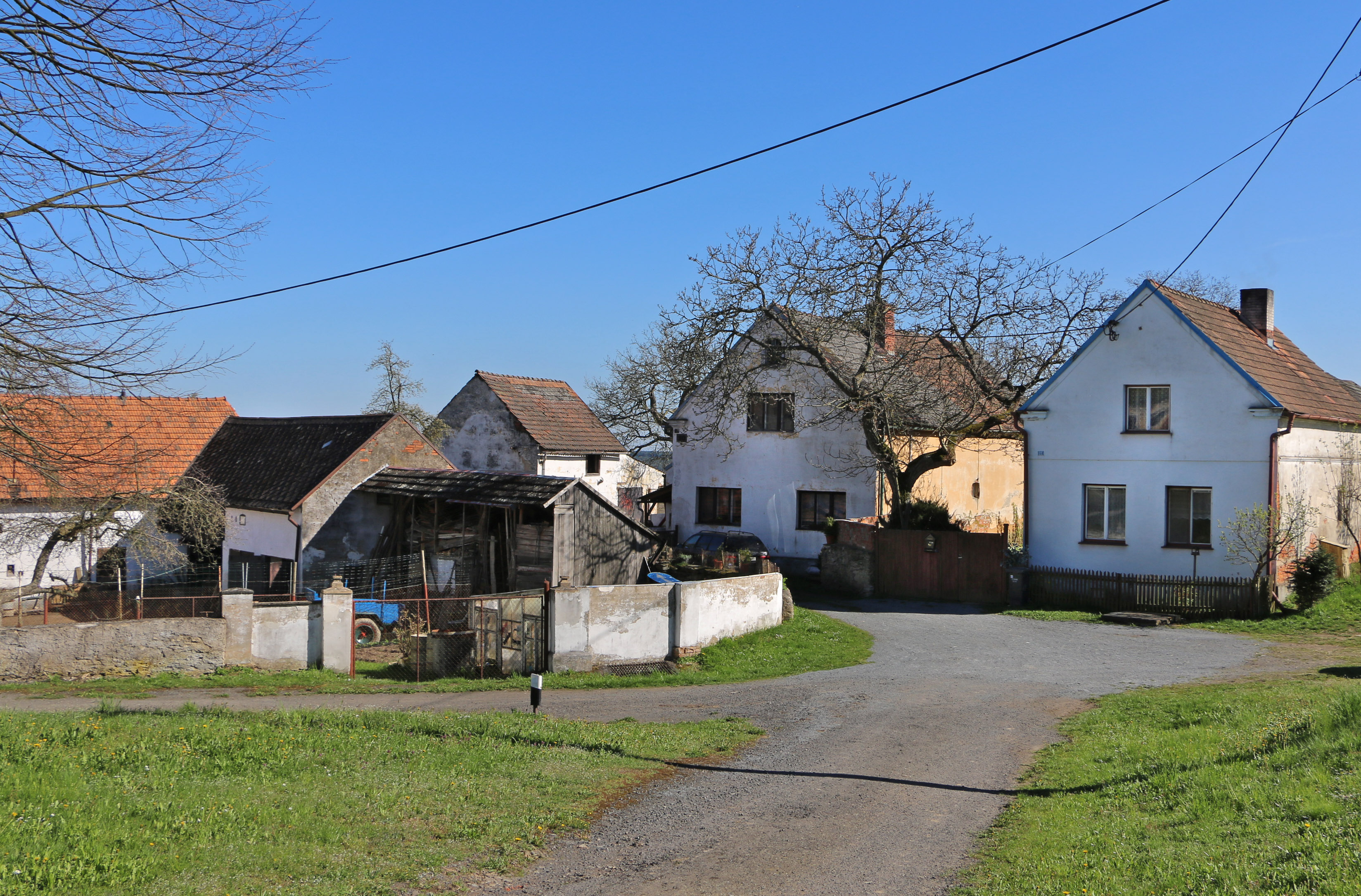
Jižní část návsi
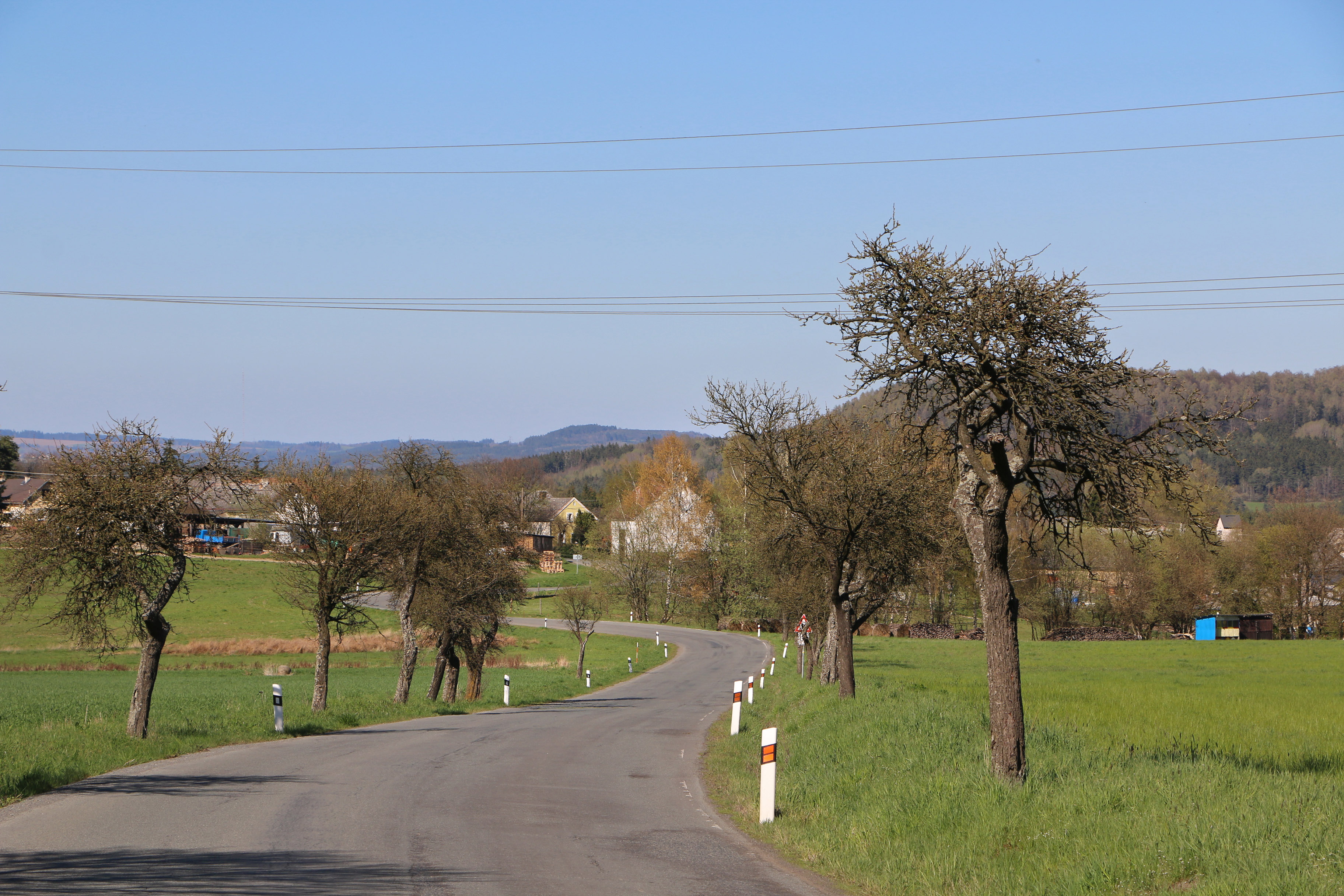
Příjezd k vesnici